# Asynapta marilandica
Asynapta marilandica är en tvåvingeart som beskrevs av Ephraim Porter Felt 1916. Asynapta marilandica ingår i släktet Asynapta och familjen gallmyggor.
Artens utbredningsområde är Maryland. Inga underarter finns listade i Catalogue of Life.